# Hugues III de Bouville
Hugues III de Bouville, hijo de Hugues II de Bouville et de Marie de Chambly, señor de Milly, Farcheville, Bouville y Boisses,  nació en 1275 y falleció en 1331. Contrajo matrimonio en 1291 con Marguerite des Barres y fruto de esta unión nació Charles quien fue chambelán de Carlos V de Francia y gobernador de Dauphiné.
Caballero y chambelán de Felipe IV el Hermoso, sucedió en título a su hermano Jean en 1308.  Fue enviado como embajador a Nápoles en 1314 para acordar el matrimonio de la princesa Clemencia de Hungría y Luis X el Obstinado, rey de Francia y Navarra.  A la muerte de Luis X, y estando la princesa Clemencia embarazada, fue nombrado protector de quien llegaría ser rey de Francia, Juan I el Póstumo.
- Datos: Q3142562